# Věstonická brána
Věstonická brána je sníženina, která přerušuje pásmo Vnějších Západních Karpat a odděluje od sebe Jihomoravské Karpaty (konkrétně Pavlovské vrchy) a Středomoravské Karpaty (Ždánický les). Je jednou ze dvou moravských bran z Vněkarpatských sníženin do Panonské pánve, protéká jí řeka Dyje (od 80. let zde v podobě jezera Novomlýnské přehrady). Geomorfologicky je součástí Dolnomoravského úvalu, vyplňuje jeho severozápadní výběžek okolo Šakvic a navazuje na ni Dyjsko-svratecký úval. Nazývá se podle Dolních Věstonic a její nejnižší partie leží ve výšce kolem 170 m n. m.
V rámci geomorfologického členění není přesně vymezena. V nejužším místě, zhruba na linii Dolní Věstonice – Strachotín – Popice, je široká asi 5 km.
Věstonickou branou prochází I. železniční koridor (trať Brno – Břeclav) a okrajem také paralelně vedoucí dálnice D2 (E65).